# Tormento del passato
Tormento del passato è un film italiano del 1952 diretto da Mario Bonnard.
La pellicola segnò il debutto sul grande schermo di Raffaella Carrà (qui accreditata con il suo vero nome Raffaella Pelloni) allora bambina di otto anni, che qui interpreta il personaggio di Graziella, figlia della protagonista Luisa, interpretata da Hélène Rémy.

## Trama
Piero, uno spietato rapinatore di banche, torna a Roma dopo sei anni di latitanza negli Stati Uniti, sotto il falso nome di Andrea Rossi. Scopre che la sartina Luisa, una delle due ignare amanti che aveva lasciato al momento di fuggire, aveva avuto una bambina da lui, Graziella. La conoscenza della piccola lo ammorbidisce, al punto di trascurare i suoi doveri all'interno della banda criminale.
Pur sorvegliato dai suoi complici sempre più insospettiti, riesce a preparare una fuga via mare con Graziella e Luisa, che durante la sua assenza aveva sposato un altro uomo per dare un cognome alla bambina. Luisa però, avendo scoperto che Piero è un gangster, non vuol saperne di fuggire, scatenando la sua ira. Si accende una discussione alla fine della quale un colpo di pistola ferisce gravemente Piero. Tornata a casa, Luisa decide di costituirsi ma in quel momento arriva Giulia, l'altra amante, proveniente dall'ospedale dove lui morente aveva chiesto di Graziella.
Piero, in punto di morte, dice alla bambina, di fronte a testimoni, di essersi sparato da solo per sbaglio, scagionando Luisa e offrendole un futuro di libertà accanto alla figlia.

## Produzione
La pellicola è ascrivibile al filone melodrammatico-sentimentale comunemente detto strappalacrime (ed in seguito denominato dalla critica neorealismo d'appendice), molto in voga tra il pubblico italiano in quegli anni.

## Distribuzione
Il film è stato distribuito nelle sale cinematografiche italiane il 4 aprile del 1952.
Fu in seguito distribuito anche in Francia (27 marzo 1953) ed in Portogallo (17 settembre 1954).